# Großer Bootshaken
Der Große Bootshaken oder die Chiragra-Spinnenschnecke ist eine Schnecke aus der Familie der Flügelschnecken (Gattung Harpago), die im Indopazifik verbreitet ist.

## Merkmale
Das länglich eiförmige, sehr große und dicke Schneckenhaus von Harpago chiragra, das bei ausgewachsenen Schnecken eine Länge von etwa 17, bisweilen bis 32 cm erreicht, hat einen höckerig knotigen Rücken. Am Mündungsrand sitzen (unter Einschluss des Siphonalkanals) 6 fingerartige Fortsätze, die beiderseits ziemlich lang und aufwärts gebogen sind. Die Oberfläche des Gehäuses ist weiß mit rotbraunen Flecken, die Mündung rosenrot und weiß gestreift. Die beiden äußeren Finger sind im rechten Winkel von der Mündung weggebogen.
Die Weibchen sind meist viel größer als die Männchen.

## Verbreitung und Lebensraum
Der Große Bootshaken tritt im östlichen Indischen Ozean und im westlichen Pazifischen Ozean auf, von Sri Lanka und dem Golf von Bengalen bis zum östlichen Polynesien, vom südlichen Japan und Taiwan bis zum nördlichen Queensland (Australien) und nach Neukaledonien.
Sie Schnecke lebt in Korallenriffen auf grobem Sand mit Algen, im seichten Wasser der Gezeitenzone, in Gezeitentümpeln und unterhalb bis in eine Tiefe von etwa 25 Metern. Wie andere Flügelschnecken ernährt sie sich von Algen.

## Verwendung und Gefährdung
Harpago chiragra wird wegen des Gehäuses gesammelt, das als Schmuck verkauft wird. Das Fleisch wird gegessen.